# Les Portes du Coglais
Les Portes du Coglais [le pɔʁt dy kɔɡlɛ] est une commune nouvelle française située dans le département d'Ille-et-Vilaine en région Bretagne, peuplée de 2 235 habitants.
Elle regroupe les communes de Coglès, de la Selle-en-Coglès et de Montours, qui deviennent des communes déléguées. Son chef-lieu se situe à Montours.

## Géographie

### Localisation
La commune est à une quinzaine kilomètres au nord-ouest de Fougères.

#### Communes limitrophes
| Saint-James (Manche)  | Le Ferré                | Poilley                 |
| Saint-Ouen-la-Rouërie | Portes du Coglais       | Le Châtellier           |
| Tremblay              | Saint-Étienne-en-Coglès | Saint-Germain-en-Coglès |

### Hydrographie
Pour un article plus général, voir Réseau hydrographique d'Ille-et-Vilaine.
La commune est située dans le bassin Loire-Bretagne. Elle est drainée par la Loisance, le Guerge, le ruisseau des échelles, le Tronçon, le ruisseau de la Sévinais,,.
La Loisance, d'une longueur de 30 km, prend sa source dans la commune du Châtellier et se jette  dans le Couesnon à Val-Couesnon, après avoir traversé cinq communes. 
Le Guerge, d'une longueur de 26 km, prend sa source dans la commune  et se jette  dans le Couesnon à Sougeal, après avoir traversé sept communes. 
Le Échelles, d'une longueur de 12 km, prend sa source dans la commune de Poilley et se jette  dans la Loisance à Maen Roch, après avoir traversé cinq communes. 
Le Tronçon, d'une longueur de 17 km, prend sa source dans la commune du Ferré et se jette  dans le Couesnon à Val-Couesnon, après avoir traversé cinq communes. 

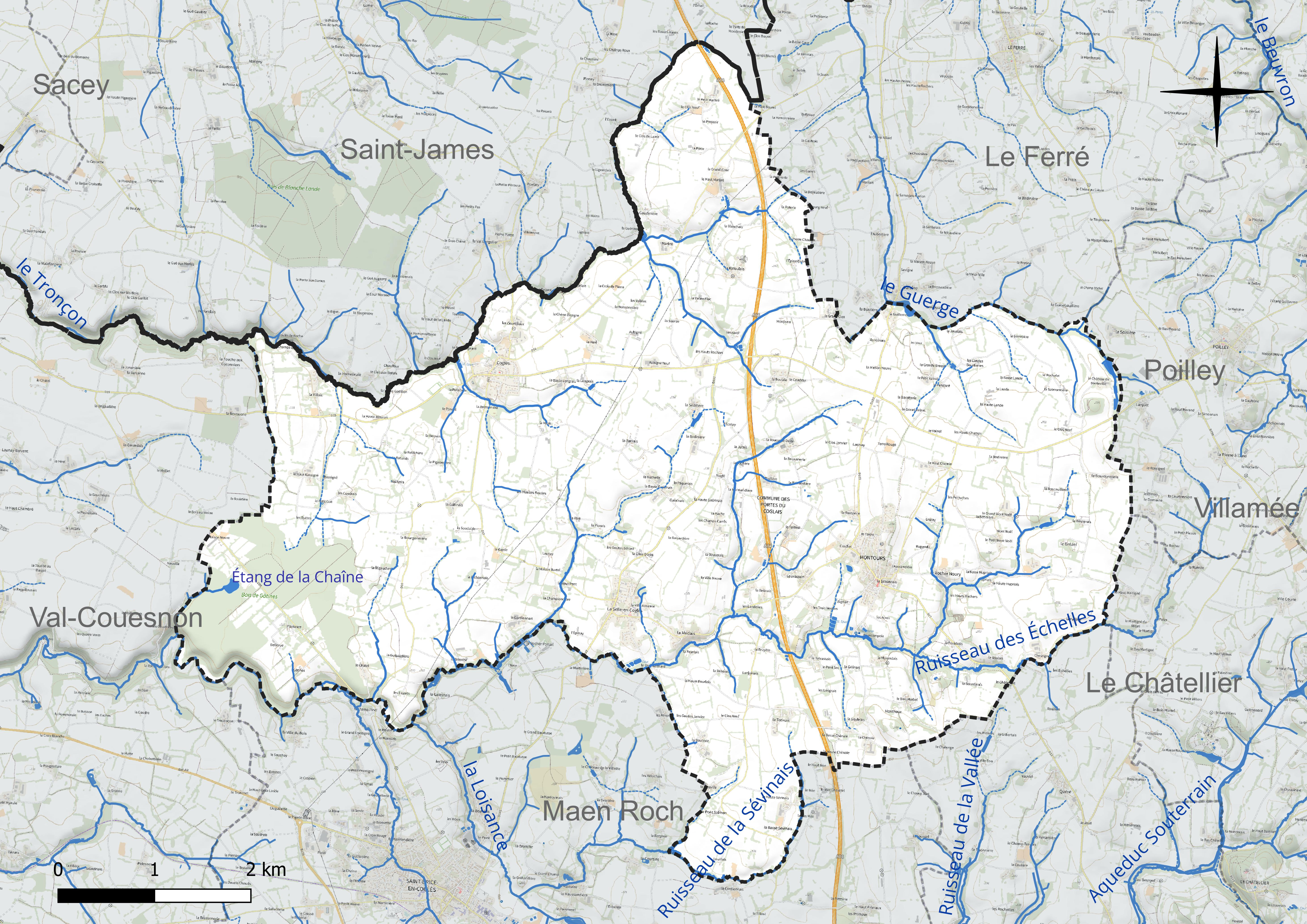
Réseau hydrographique des Portes du Coglais.

Un plan d'eau complète le réseau hydrographique : l'étang de la Chaîne (1,49 ha),.

### Climat
Pour des articles plus généraux, voir Climat de la Bretagne et Climat d'Ille-et-Vilaine.
En 2010, le climat de la commune est de type climat océanique franc, selon une étude du CNRS s'appuyant sur une série de données couvrant la période 1971-2000. En 2020, Météo-France publie une typologie des climats de la France métropolitaine dans laquelle la commune est exposée à un climat océanique et est dans la région climatique Bretagne orientale et méridionale, Pays nantais, Vendée, caractérisée par une faible pluviométrie en été et une bonne insolation. Parallèlement l'observatoire de l'environnement en Bretagne publie en 2020 un zonage climatique de la région Bretagne, s'appuyant sur des données de Météo-France de 2009. La commune est, selon ce zonage, dans la zone « Intérieur Est », avec des hivers frais, des étés chauds et des pluies modérées.
Pour la période 1971-2000, la température annuelle moyenne est de 10,9 °C, avec une amplitude thermique annuelle de 13,1 °C. Le cumul annuel moyen de précipitations est de 893 mm, avec 13,8 jours de précipitations en janvier et 8,1 jours en juillet. Pour la période 1991-2020, la température moyenne annuelle observée sur la station météorologique la plus proche, située sur la commune de Fougères à 13 km à vol d'oiseau, est de 11,9 °C et le cumul annuel moyen de précipitations est de 939,1 mm,. Pour l'avenir, les paramètres climatiques de la commune estimés pour 2050 selon différents scénarios d'émission de gaz à effet de serre sont consultables sur un site dédié publié par Météo-France en novembre 2022.

## Urbanisme

### Typologie
Au 1er janvier 2024, Les Portes du Coglais est catégorisée commune rurale à habitat dispersé, selon la nouvelle grille communale de densité à sept niveaux définie par l'Insee en 2022.
Elle est située hors unité urbaine et hors attraction des villes,.

## Histoire
Il convient de se reporter aux articles consacrés aux anciennes communes fusionnées.

## Politique et administration

### Conseil municipal
Jusqu'aux élections municipales de 2020, le conseil municipal de la nouvelle commune était constitué de l'ensemble des conseillers municipaux des anciennes communes. Il est depuis composé de 23 membres.
| Nom                | Code Insee | Intercommunalité                          | Superficie (km2) | Population (dernière pop. légale) | Densité (hab./km2) |
| ------------------ | ---------- | ----------------------------------------- | ---------------- | --------------------------------- | ------------------ |
| Montours (siège)   | 35191      | CC Coglais Communauté Marches de Bretagne | 15,27            | 1 057 (2021)                      | 69                 |
| Coglès             | 35083      | CC Coglais Communauté Marches de Bretagne | 17,21            | 632 (2021)                        | 37                 |
| La Selle-en-Coglès | 35323      | CC Coglais Communauté Marches de Bretagne | 8,23             | 567 (2021)                        | 69                 |

### Liste des maires
| Période         | Période                   | Identité                    | Étiquette    | Qualité                                |
| --------------- | ------------------------- | --------------------------- | ------------ | -------------------------------------- |
| 11 janvier 2017 | En cours (au 23 mai 2020) | Aymar de Gouvion-Saint-Cyr, | LR puis Agir | Conseiller départemental (depuis 2015) |

## Population et société

### Démographie
L'évolution du nombre d'habitants est connue à travers les recensements de la population effectués dans la commune depuis sa création.
En 2022, la commune comptait 2 235 habitants, en évolution de −5,97 % par rapport à 2016 (Ille-et-Vilaine : +5,46 %, France hors Mayotte : +2,11 %).
| 2015  | 2020  | 2022  |
| ----- | ----- | ----- |
| 2 359 | 2 283 | 2 235 |

## Économie
Il convient de se reporter aux articles consacrés aux anciennes communes fusionnées.

## Culture locale et patrimoine

### Coglès
- Église Saint-Jean-Baptiste (XIIe, XVIIe, XVIIIe siècles). Elle conserve des vestiges romans (petite fenêtre très ébrasée) dans le mur nord de la nef. Celle-ci aurait été reconstruite au XVIe siècle. Le transept nord porte la date "1652". Le transept sud et le chœur sont édifiés en 1734. Le clocher est élevé en 1768[23].
- Manoir des Longrais (XVIe et XVIIIe siècles).
- Manoir de la Bretonnière (XVIIe siècle), le manoir de la Bretonnière est un édifice bâti au XVe et au XVIIe siècle. Il est orné d'une tourelle carrée percée d'étroites meurtrières, d'un porche et d'un cadran solaire. Au premier étage, une pièce en avancée est supportée par d'élégants piliers.
- Manoir de la Bouverie (XVIIe et XIXe siècles).
- Chêne remarquable au lieu-dit la Potelais, de 8,40 m de circonférence.

### La Selle-en-Coglès
- Église Saint-Pierre : clocher de 1842, et corps de l'édifice érigé par Arthur Régnault en 1904-1905.

### Montours
- Église Saint-Melaine.
- Chapelle Saint-Gorgon, datant de 1876.
- Chapelle frairienne Sainte-Anne, à Valaine. Reconstruite en 1858, une porte romane a été réemployée en façade[24]. Celle-ci est formée par trois archivoltes cintrées retombant des colonnes aux chapiteaux ornés de rinceaux[25].

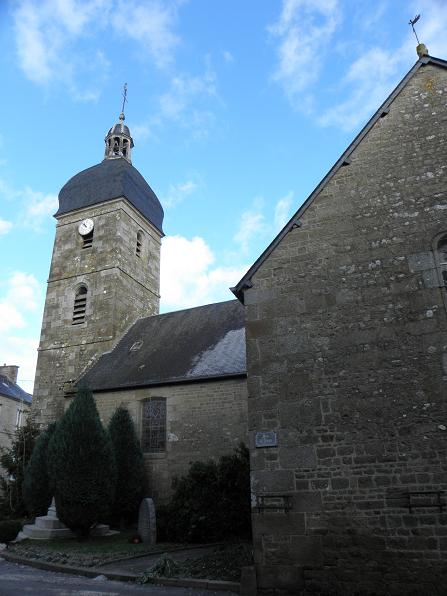
Motte féodale de Valaine. Dernier vestige du château-fort démantelé entre 1600 et 1630[25].  - Église Saint-Jean-Baptiste de Coglès.
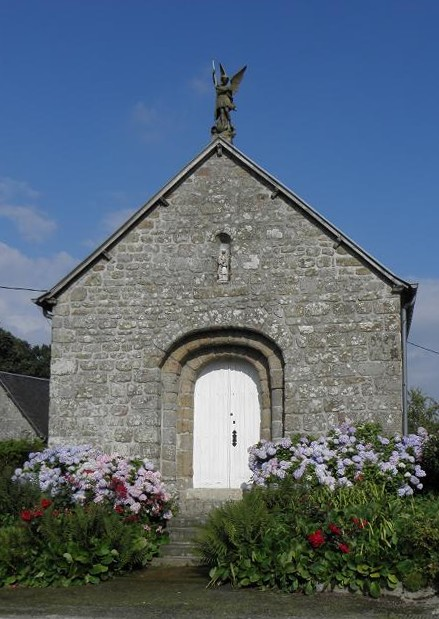
Chapelle Sainte-Anne, Valaine.
  - Chapelle Sainte-Anne, Valaine.